# Oscar Løvenskiold
Oscar Valdemar Herman Leopoldus baron Løvenskiold (1. oktober 1837 på Løvenborg – 20. juni 1913 i København) var en dansk officer og hofjægermester, far til Carl Løvenskiold.
Han var en yngre søn af lensbaron Herman Løvenskiold og hustru, var 1862-64 sekondløjtnant i infanteriets krigsreserve, deltog i 2. Slesvigske Krig og blev 1888 hofjægermester. Han bar Erindringsmedaljen for Krigen 1864.
30. september 1862 ægtede han på Hørbygård Julie Vilhelmine Anna Helene Adelaide Emilie Hochschild (7. februar 1843 i København – 7. december 1906 i København), datter af svensk gesandt, kammerherre, friherre Carl Fredrik Hochschild og Emilie Catharine født Oxholm.